# Cristian Brenna
Cristian Brenna (22. července 1970, Bollate, Metropolitní město Milán – 3. června 2025, Monte Biaena) byl italský reprezentant ve sportovním lezení, stříbrný medailista z Rock Masteru i světového poháru a mistr Itálie v lezení na obtížnost. Vicemistr Evropy v lezení na obtížnost i v lezení na rychlost.

## Výkony a ocenění
- 1994-2002: na mistrovství Itálie získal sedm medailí (3/3/1)
- 1994-2004: jedenáct nominací na prestižní mezinárodní závody Rock Master v italském Arcu, kde získal stříbro

### Závodní výsledky
| Arco Rock Master | Arco Rock Master | Arco Rock Master | Arco Rock Master | Arco Rock Master | Arco Rock Master | Arco Rock Master | Arco Rock Master | Arco Rock Master | Arco Rock Master | Arco Rock Master | Arco Rock Master |
| Rok              | 1994             | 1995             | 1996             | 1997             | 1998             | 1999             | 2000             | 2001             | 2002             | 2003             | 2004             |
| ---------------- | ---------------- | ---------------- | ---------------- | ---------------- | ---------------- | ---------------- | ---------------- | ---------------- | ---------------- | ---------------- | ---------------- |
| Obtížnost        | 12               | 6                | 7                | 2                | 11-12            | 5                | 4                | 5                | 8                | 8                | 11               |

| Mistrovství světa | Mistrovství světa | Mistrovství světa | Mistrovství světa | Mistrovství světa |
| Rok               | 1997              | 1999              | 2001              |                   |
| ----------------- | ----------------- | ----------------- | ----------------- | ----------------- |
| Obtížnost         | 24                | 5                 | 12-13             |                   |

| Světový pohár       | Světový pohár | Světový pohár | Světový pohár | Světový pohár  | Světový pohár | Světový pohár | Světový pohár | Světový pohár | Světový pohár | Světový pohár  | Světový pohár  | Světový pohár         | Světový pohár | Světový pohár              | Světový pohár |
| Rok                 | 1991          | 1992          | 1993          | 1994           | 1995          | 1996          | 1997          | 1998          | 1999          | 2000           | 2001           | 2002                  | 2003          | 2004                       | 2005          |
| ------------------- | ------------- | ------------- | ------------- | -------------- | ------------- | ------------- | ------------- | ------------- | ------------- | -------------- | -------------- | --------------------- | ------------- | -------------------------- | ------------- |
| Obtížnost           | 0             | 64-66         | 22            | 10             | 9             | 3             | 4             | 2             | 9             | 3              | 6              | 9                     | 25            | 26                         | 66-69         |
| jednotlivě* (1/3/3) | ,47,41,       | ,29,36,       | ,5,22, 18,    | ,22,, · 23,19, | ,43,13, 4,6,  | ,,4, · ,      | ,6,9, · 8,,   | ,8,4, · ,     | ,8,15, · 8,,  | ,,5, · 4,8,11, | ,14,6, 18,4,5, | ,19,17,13, 5,18,4,11, | ,9,5, 23,     | ,14,21,28,23, 14,39,36,17, | ,22,          |
|                     |               |               |               |                |               |               |               |               |               |                |                |                       |               |                            |               |
| Bouldering          | —             | —             | —             | —              | —             | —             | —             | —             | 28            | 38-42          | —              | 35-36                 | —             | —                          | —             |
| jednotlivě*         | —             | —             | —             | —              | —             | —             | —             | —             | ,17,16,       | ,16,           | —              | ,21,                  | —             | —                          | —             |
|                     |               |               |               |                |               |               |               |               |               |                |                |                       |               |                            |               |
| Kombinace           | —             | —             | —             | —              | —             | —             | —             | —             | 12            | 5              | —              | 4                     | —             | —                          | —             |

- poznámka: nalevo jsou poslední závody v roce

| Mistrovství Evropy | Mistrovství Evropy | Mistrovství Evropy | Mistrovství Evropy | Mistrovství Evropy | Mistrovství Evropy | Mistrovství Evropy |
| Rok                | 1992               | 1996               | 1998               | 2000               | 2002               | 2004               |
| ------------------ | ------------------ | ------------------ | ------------------ | ------------------ | ------------------ | ------------------ |
| Obtížnost          | —                  | 6                  | 2                  | 2                  | 9                  | 22-24              |
| Rychlost           | 2                  | —                  | —                  | —                  | —                  | —                  |

| Mistrovství Itálie | Mistrovství Itálie | Mistrovství Itálie | Mistrovství Itálie | Mistrovství Itálie | Mistrovství Itálie | Mistrovství Itálie | Mistrovství Itálie |
| Rok                | 1994               | 1995               | 1996               | 1997               | 1998               | 1999               | 2002               |
| ------------------ | ------------------ | ------------------ | ------------------ | ------------------ | ------------------ | ------------------ | ------------------ |
| Obtížnost          | 2                  | 1                  | 2                  | 2                  | 1                  | 1                  | 3                  |